# Opkomstplicht
De opkomstplicht is een wettelijke verplichting voor een burger van een land om zich op een bepaalde dag, naar een door de overheid te bepalen plaats te begeven en zich aldaar te identificeren. Dit kan een kiesbureau zijn in het kader van verkiezingen, of een kazerne in het kader van de dienstplicht.

## Opkomstplicht bij verkiezingen
De opkomstplicht voor verkiezingen is te onderscheiden van de stemplicht, waarbij men verplicht is ook daadwerkelijk een stem uit te brengen. De opkomstplicht bestaat nog in een beperkt aantal landen.

### België
In België geldt een opkomstplicht voor alle Europese, federale en regionale verkiezingen. Het niet naleven van deze opkomstplicht is een misdrijf, hoewel dit eigenlijk nooit wordt vervolgd. Alleen in het Vlaams Gewest is er met ingang van de verkiezingen op 13 oktober 2024 geen opkomstplicht meer voor de gemeente- en provincieraadsverkiezingen. In Brussel en Wallonië dus nog wel.
In België bestaat desondanks geen stemplicht, aangezien de stemming geheim is en men dus zijn stemformulier ook blanco kan laten. Maar het volstaat niet om zich louter aan te melden bij de voorzitter van het kiesbureau.
De verplichte deelname aan de stemming wordt bepaald in:
- Artikel 62 van de Grondwet voor de verkiezing van de (federale) Kamer van volksvertegenwoordigers
- Artikel 26bis van de bijzondere wet tot hervorming der instellingen voor de verkiezing van het Vlaams Parlement en het Waals Parlement
- Artikel 21 van de Bijzondere Brusselwet voor de verkiezing van het Brussels Hoofdstedelijk Parlement
- Artikel 4 van de wet van 6 juli 1990 tot regeling van de wijze waarop het Parlement van de Duitstalige Gemeenschap wordt verkozen
- Artikel 249 van het Lokaal en Provinciaal Kiesdecreet voor de verkiezingen van provincieraden, gemeenteraden en districtsraden in het Vlaams Gewest
- Artikel 62 van het Brussels Gemeentelijk Kieswetboek voor de verkiezingen van de gemeenteraden in het Brussels Gewest
- Artikel L4111-1 van de  Code de la démocratie locale et de la décentralisation voor de verkiezingen van de provincieraden en gemeenteraden in het Waals Gewest
- Artikel 39 van de wet van 23 maart 1989 betreffende de verkiezing van het Europees Parlement

Tot voor 2014 werd de Senaat (deels) rechtstreeks verkozen, waarvoor de verplichte en geheime stemming bepaald werd in artikel 68 §2 van de Grondwet.

#### Absenteïsme bij de federale verkiezingen voor de Kamer
Ondanks de opkomstplicht daagt een steeds groter wordend aantal kiezers niet op bij verkiezingen. Bij de federale verkiezingen van 9 juni 2024 bedroeg het aantal afwezigen 966.546 goed voor 11,55% van het totaal aantal stemgerechtigden (in 2003 was dit 8,37% en in 2014 nog 10,63%). Het aandeel verschilt zowel per gewest als per kieskring, waarbij vooral de hoge percentages in een aantal kantons van het Brussels Hoofdstedelijk Gewest opvallen. Voor de Federale verkiezingen 2024 waren de cijfers als volgt:
Opvallend is dat het absenteïsme in alle Waalse provincies beduidend hoger ligt dan in elk van de Vlaamse provincies met als uiterste de provincie Luik waar het aantal afwezigen bijna 90% hoger ligt dan in de aangrenzende provincie Limburg. Het Brussels Gewest kent zo mogelijk een nog hoger aandeel afwezigen het is er dubbel zo hoog als in het Vlaams Gewest en 31 procent hoger dan in Wallonië.
Het aandeel afwezigen voor de kieskringen Vlaams-Brabant en Brussel is in de officiële resultaten vertekend door het kieskanton Sint-Genesius-Rode waar de kiezers de mogelijkheid hebben om op de lijsten van de kieskring Brussel of de kieskring Vlaams-Brabant te stemmen. In de hierboven vermelde cijfers is het kieskanton Sint-Genesius-Rode daarom weggefilterd. 
Wanneer men de cijfers per kieskanton bekijkt valt duidelijk op dat het absenteïsme systematisch beduidend hoger dan gemiddeld is in de grootsteden en lager in de landelijke kantons. Het absenteïsme over de laatste 40 jaar lijkt daarentegen zowel in de stad als op het platteland fors toegenomen, met uitzondering van Brussel waar het al in 1985 met 16,07% ver boven het nationaal gemiddelde lag en in 2024 met 17,88% slechts met ongeveer 10% is toegenomen.
Per kieskanton (1985-2024)
- Brussel: 16,07% - 17,88% (stedelijk)
- Antwerpen: 7,46% - 11,34% (stedelijk)
- Luik: 9,76% - 17,16% (stedelijk)
- Bree: 2,82% - 6,78% (landelijk)
- Neufchâteau: 4,61% - 9,64% (landelijk)

#### Absenteïsme bij de gewestverkiezingen
Voor de gewestverkiezingen 2024 waren de cijfers als volgt:
Het systematisch lager aandeel afwezigen in vergelijking met de cijfers voor de federale verkiezingen is vooral te wijten aan het feit dat het voor Belgen die verblijven in het buitenland, waar het absenteïsme erg hoog ligt, niet mogelijk is te stemmen voor de gewestverkiezingen.

#### Absenteïsme bij de provinciale verkiezingen
In 2024 was er voor het eerst in Vlaanderen geen opkomstplicht bij de provinciale verkiezingen. Op basis van voorafgaande peilingen en vergelijkingen met het effect van een dergelijke afschaffing in bijvoorbeeld Nederland werd het aantal wegblijvers vooraf ingeschat op 20 à 30 procent. In werkelijkheid werden het er met 36,4% veel meer. De verschillen tussen de provincies in hun geheel zijn gering met maximaal 37,48% in Limburg en 35,66 % in Vlaams-Brabant. De aantallen per gemeente geven een veel gevarieerder beeld waarbij de percentages in kleinere gemeenten in het algemeen duidelijk lager liggen dan deze in de grotere gemeenten en steden.

#### Evolutie van het absenteïsme bij de federale verkiezingen voor de Kamer
- Bron:http://www.ibzdgip.fgov.be/result/nl/main.html

Het principe van de opkomstplicht is in de Belgische Grondwet ingeschreven in 1893, met de invoering van het algemeen meervoudig stemrecht. Door de opkomstplicht wilde de wetgever vermijden dat op de lagere sociale klassen druk zou uitgeoefend worden door hun bazen om niet te gaan stemmen. Er gaat een aantal politieke stemmen op om deze plicht af te schaffen, maar daar bestaat geen meerderheid voor.

### Nederland
Met de grondwetswijzigingen van 1917 werd in Nederland een opkomstplicht ingesteld, tegelijk met de invoering van de evenredige vertegenwoordiging en een passief vrouwenkiesrecht. De regering Cort van der Linden was van mening dat met de opkomstplicht de samenstelling van de Tweede Kamer een zo goed mogelijke afspiegeling was. De komst van de opkomstplicht bracht protesten op de been. Zo boden in 1916 43.000 vrouwen, voornamelijk van de protestantse ARP, een petitie aan bij de Tweede Kamer. Zij meenden dat de opkomstplicht in strijd was met de roeping van de vrouw. Voornamelijk de katholieken en groepen aanhanging aan de CHU waren voor de opkomstplicht, omdat zij meenden dat het staatsbelang in dit geval zwaarder woog dan het belang van het individu.
In 1922 werd ook het actief vrouwenkiesrecht in de grondwet geplaatst. Tegelijkertijd werd de opkomstplicht weggehaald, maar bleef wel in de Kieswet staan. Vanaf dat jaar tot 1940 werden verscheidende pogingen ondernomen om tot afschaffing van de opkomstplicht te komen. In de periode daarna hadden andere zaken prioriteit. Pas in 1965 kwam het onderwerp weer op de agenda met een voorgenomen wijziging van de Kieswet. Hoewel een amendement van indiener Schakel werd verworpen, werd door de regering wel een nader onderzoek ingesteld.
De uitkomst van het onderzoek onder leiding van Jan Berger was een advies om de opkomstplicht te schrappen, wat werd overgenomen door het kabinet. Een belangrijke motivatie was dat de bestaande plicht niet gehandhaafd kon worden. Daarnaast wekte de plicht meer afkeer dan positiviteit op. Op 19 februari 1970 werd een wetsvoorstel van minister Beernink met 91 tegen 15 stemmen door de Tweede Kamer aangenomen.
Bij de eerstvolgende statenverkiezingen kwam door afschaffing van de opkomstplicht 70 procent van de stemgerechtigden opdagen. Ook bij de gemeenteraadsverkiezingen was de opkomst lager. Bij de verkiezingen voor de Tweede Kamer bleef het aantal personen dat kwam opdagen rond de 85 procent hangen. De opkomstplicht is momenteel geen belangrijk politiek thema.

### Overige landen
Een aan België gelijkaardig systeem is ook te vinden in het Groothertogdom Luxemburg, Thailand en Griekenland.

## Opkomstplicht bij dienstplicht
De opkomstplicht voor militaire dienst is in België in 1994 officieel opgeschort. In Nederland gebeurde dit op 1 mei 1997.